# Referéndum constitucional de Haití de 1985
Se celebró un referéndum constitucional en Haití el 22 de julio de 1985.  Las enmiendas a la nueva constitución restablecerían el sistema político multipartidista, aunque solo con la condición de que todas las formaciones políticas juraran lealtad al presidente Jean-Claude Duvalier. Las enmiendas además confirmaban a Duvalier como Presidente vitalicio, permitiéndole nombrar por sí solo al Primer Ministro y a su sucesor. 
El Gobierno no autorizó la presencia de observadores internacionales y reprimió a quienes se atrevieron a impugnar el referéndum. Según los informes, los cambios fueron aprobados por el 99.98% de los votantes con una participación electoral también cercana al 100%, aunque el proceso fue ampliamente considerado como una farsa y llevó a Duvalier a ser derrocado el año siguiente.

## Resultados
| Opción                   | Votos     | %     |
| ------------------------ | --------- | ----- |
| A favor                  | 2,375,011 | 99.98 |
| En contra                | 448       | 0.02  |
| Votos nulos/en blanco    |           | –     |
| Total                    | 2,375,459 | 100   |
| Fuente: Direct Democracy |           |       |